# Mami DoiPantofi
Mami Doi Pantofi (interpretată de Lillian Randolph) este o cameristă afro-americană care apare în seria de desene animate, Tom și Jerry. A apărut pentru prima oară în Puss Gets the Boot (1940).

## Despre personaj
De la început, Tom s-a confruntat cu Mami. În mai multe episoade, Mami este descris ca menajeră în casa în care Tom și Jerry locuiesc. Mai târziu, Tom și Jerry locuiesc în ceea ce pare a fi propria casa a lui Mami. Fața ei nu este niciodată văzută (cu excepția episodului din 1950 "Sâmbătă seara", fața ei fiind foarte puțin văzută în timp ce alerga spre casă), și ea îl gonește, de obicei, pe Tom cu o mătură, când face ravagii. Când Mami nu a fost prezentă, alți oameni au fost văzuți uneori, de obicei de la gât în jos. Mami a apărut în mai multe episoade până la episodul "Pisoiul automat" în 1952 aceasta fiind ultima ei apariție. Mai târziu, Tom și Jerry locuiesc cu George și Joan. După primul episod în care apar cei doi, oamenii sunt văzuți complet.
Începând cu anul 1965, când desenele au fost cenzurate de Chuck Jones la cererea MGM, Mami DoiPantofi a fost înlocuită în mai multe dintre desene cu o femeie albă.
Când desenele Tom și Jerry au început să fie difuzate pe Cartoon Network și Boomerang, Mami a fost re-dublată de Thea Vidale, pentru a da la o parte referințele rasiale asupra negrilor.

## Vocile
- Lillian Randolph: 1940-1952, varianta originală a desenelor originale
- Thea Vidale: 1961-1962, varianta dublată a desenelor originale
- June Foray: 1994-1995, varianta editată a câtorva desene originale
- Nicole Oliver: Povești cu Tom și Jerry